# Girolamo Carafa (1604-1683)
Girolamo Carafa, noto anche come Geronimo Carafa o Caraffa (Napoli, 1604 – Crotone, ottobre 1683), è stato un vescovo cattolico italiano.

## Biografia
Girolamo Carafa nacque a Napoli nel 1604 da Eligio Carafa, signore di Cercepiccola e duca di Jelzi, e Girolama di Capua; discendente dell'antica famiglia Carafa, entrò nell'Ordine dei Chierici regolari teatini, dove professò i voti e vestì l'abito monastico.
Il 31 marzo 1664 fu promosso vescovo della diocesi di Crotone da papa Alessandro VII su proposta del re di Spagna Filippo IV, sebbene l'allora viceré di Napoli Gaspar de Bracamonte inizialmente avanzò il nome di Orazio Matacena, vicario generale del cardinale Ascanio Filomarino all'arcidiocesi di Napoli, quale possibile successore del defunto vescovo Juan Pastor; la candidatura proposta da Bracamonte, però, non piacque alla Santa Sede per delle riserve nutrite da quest'ultima sull'operato di Matacena, motivo per il quale alla fine la scelta cadde sul nome di Carafa per il vescovato crotonese.
Pochi mesi dopo aver preso possesso della diocesi, istituì un seminario per la formazione dei giovani al sacerdozio; l'anno seguente, nel 1665, promosse il suo primo sinodo diocesano.
Nel 1667 presentò una relazione ad limina apostolorum in cui accennò ai lavori urgenti di ristrutturazione del palazzo vescovile, inizialmente avviati da mons. Pastor (ma mai completamente ultimati) in seguito al terremoto che colpì la Calabria nel 1638; alcune stanze del palazzo però si presentavano in pessime condizioni, tanto che mons. Carafa dovette sostenere una spesa personale di circa 500 ducati per poter dimorarvi in tempi brevi.
Si spense a Crotone nell'ottobre 1683 e venne sepolto nella Basilica cattedrale di Santa Maria Assunta.